# Aschheim
Aschheim est une commune du district de Munich en Bavière en Allemagne.

## Histoire
Le nom "Aschheim" a été mentionné pour la première fois en 756/757 comme "ascheim". Le nom en Vieux Haut Allemand est composé de "asc-" (= cendre) et "-heim" (= résidence) et signifie donc "Heim bei den Eschen".

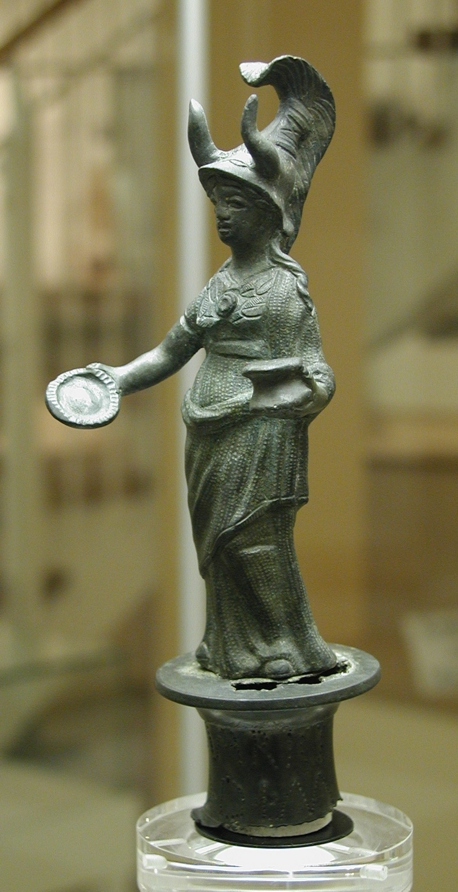
Statuette de la déesse Athéna/Minerve d'une découverte celtique.

Cependant, l'implantation dans la zone du couloir actuel du village remonte à bien plus longtemps que cette première mention. Les traces les plus anciennes des personnes qui s'y sont installées témoignent de trouvailles funéraires de la Culture Corderie Céramique - (2800-2300 av. J.-C.) et de la Culture des Gobelets (2600-2300 av. J.-C.), qui ont été mis au jour lors de la construction de la rocade en 2008. Découvertes de maisons, fosses et puits de l'Âge de Bronze (2300-1200 avant J.-C.) se trouvaient principalement dans la partie sud-est de la municipalité. Un puits de 7,5 m de profondeur datant du début de l'âge du bronze (vers 2000 av. J.-C.), dans le mètre inférieur duquel la construction en bois multiphase de la boîte à puits avait été très bien conservée (aujourd'hui exposée au musée d'Aschheim), doit être souligné. Au sud du couloir du village, où aujourd'hui une zone industrielle s'agrandit, se trouvait dans l'Âge du bronze tardif (vers 1200-800 av. J.-C.) un grand tumulus funéraire dont les derniers vestiges sont les fossés circulaires ou ovales découverts par les archéologues.
Dans la phase plus ancienne de l'âge du fer, la soi-disant période Hallstatt, des preuves de peuplement ont été trouvées surtout dans le quartier est d'Aschheim. De vastes villages ruraux et des groupes de fermes avec des tombes de la phase la plus jeune - la période dite La Tène - ont été découverts à divers endroits dans le sud du village et se trouvent surtout à Dornach. Dans la région du Dornach Einsteinring et à l'ouest d'Aschheim, des plans de maisons, des puits et des fosses avec les découvertes correspondantes témoignent de leur utilisation jusqu'à l'époque de l'Endlatène et donc presque jusqu'à l'époque du développement romain de la plaine gravelifère de Munich. Une statuette en bronze de la déesse Athéna/Minerve provient de cette phase tardive de la colonisation celtique (vers 100/50 av. J.-C.), une pièce importée de la région méditerranéenne.
L'emplacement pratique sur l'axe nord de la voie de communication romaine d'Augsbourg à Wels/Haute-Autriche a conduit à la fondation d'au moins trois domaines romains à Aschheim au début du Ier siècle de notre ère - la villae rusticae. Au sud du village, près de l'actuelle route de Feldkirchen, une maison principale d'un tel domaine a été excavée en 2000 et 2005, qui a été construite dans une construction combinée en pierre et bois. Son confort d'habitation comprenait également une petite salle de bain avec chauffage par le sol, des baignoires en pierre et des fenêtres en verre. Ce complexe est à nouveau protégé sous terre, mais peut être reconstruit dans le paysage à l'aide d'une vue panoramique.

### Développement récent du village
Au cours des réformes administratives en Bavière à 1818, Aschheim et Dornach devinrent des communautés politiques indépendantes.
En relation avec le canal de Mittleren-Isar-Kanal de 1920 à 1929, le réservoir d'Ismaninger et le fossé d'interception (Munich) et le fossé d'interception qui s'y jette ont été construits au nord d'Aschheim. Des interventions massives sur l'état des nappes phréatiques ont entraîné l'assèchement du ruisseau d'Aschheim et la construction d'un château d'eau pour l'approvisionnement en eau potable et en eau industrielle en 1923.
En 1973, la direction des autoroutes a mis en service le nouveau tronçon de la Autobahn 99 entre les carrefours Haar et Aschheim/Ismaning; deux ans plus tard, l'échangeur Aschheim/Ismaning et l'échangeur autoroutier München-Nord étaient ouverts. En raison de l'augmentation du trafic dans le centre-ville, la municipalité a construit un contournement à l'est de la ville, le long de l'autoroute 99, qui a été inaugurée en été 2010,.
Le 1er mai 1978, Aschheim et Dornach ont été réunies pour former la commune d'Aschheim dans le cadre de la réforme communale.
En 1987, le centre de jeunesse a ouvert ses portes dans la maison Bodermo de la Sonnenstraße à Aschheim. Le club de jeunes du Kreisjugendring se trouve encore ici aujourd'hui.
En 1992, le bâtiment culturel ("Kulti") a été érigé au 8 de la rue Münchner comme centre culturel, éducatif et historique de la commune d'Aschheim. Sous son toit se trouvent l'administration du centre d'éducation des adultes, un théâtre et une salle de concert, la bibliothèque communautaire et le AschheiMuseum.
La caserne de pompiers d'Aschheim a été agrandie de 1999 à 2001 et 2014. En s'occupant d'un tronçon de l'anneau très fréquenté de l'autoroute A99, les pompiers volontaires d'Aschheim  ont une responsabilité particulière. Le corps des sapeurs-pompiers a déjà été créé en 1874 et fait partie des plus anciennes associations de la commune. Depuis 1972, il est responsable de l'arbre de mai Aschheimer.
L'ancienne école primaire d'Aschheim, située sur la route d'Ismaningerstrasse, est devenue en 1974 le nouvel emplacement de l'hôtel de ville. Plusieurs transformations et extensions ont façonné le bâtiment. Lors de la planification de l'agrandissement de l'hôtel de ville en 2018, les planificateurs spécialisés ont identifié des problèmes statiques dans l'ancien bâtiment de l'hôtel de ville érigé vers 1900. Cela a conduit à une discussion sur la rénovation ou la nouvelle construction de cette zone de construction, qui n'avait pas encore été décidée en janvier 2019.
Déjà en 1956, Aschheim avait célébré la première mention documentaire du village en l'an 756 avec une grande fête de village. Après les années de guerre et la pénurie de logements qui a suivi, les habitants d'Aschheim ont considéré ce festival comme une fête spéciale et un événement majeur. En 2006, cette idée a été reprise et les deux anniversaires locaux ont été célébrés, cette fois avec Dornach;Aschheim a fêté son 1250e anniversaire et Dornach son 1150e anniversaire.
Le premier projet géothermique intercommunal a été rendu possible en 2006 grâce au forage réussi d'eau souterraine chaude et pompable. Par l'union des communes d'Aschheim, Feldkirchen et Kirchheim à l'AFK Geothermie l'utilisation des ressources locales a réussi à l'approvisionnement en énergie durable et sans pollution.

## Culture

### Églises et chapelles

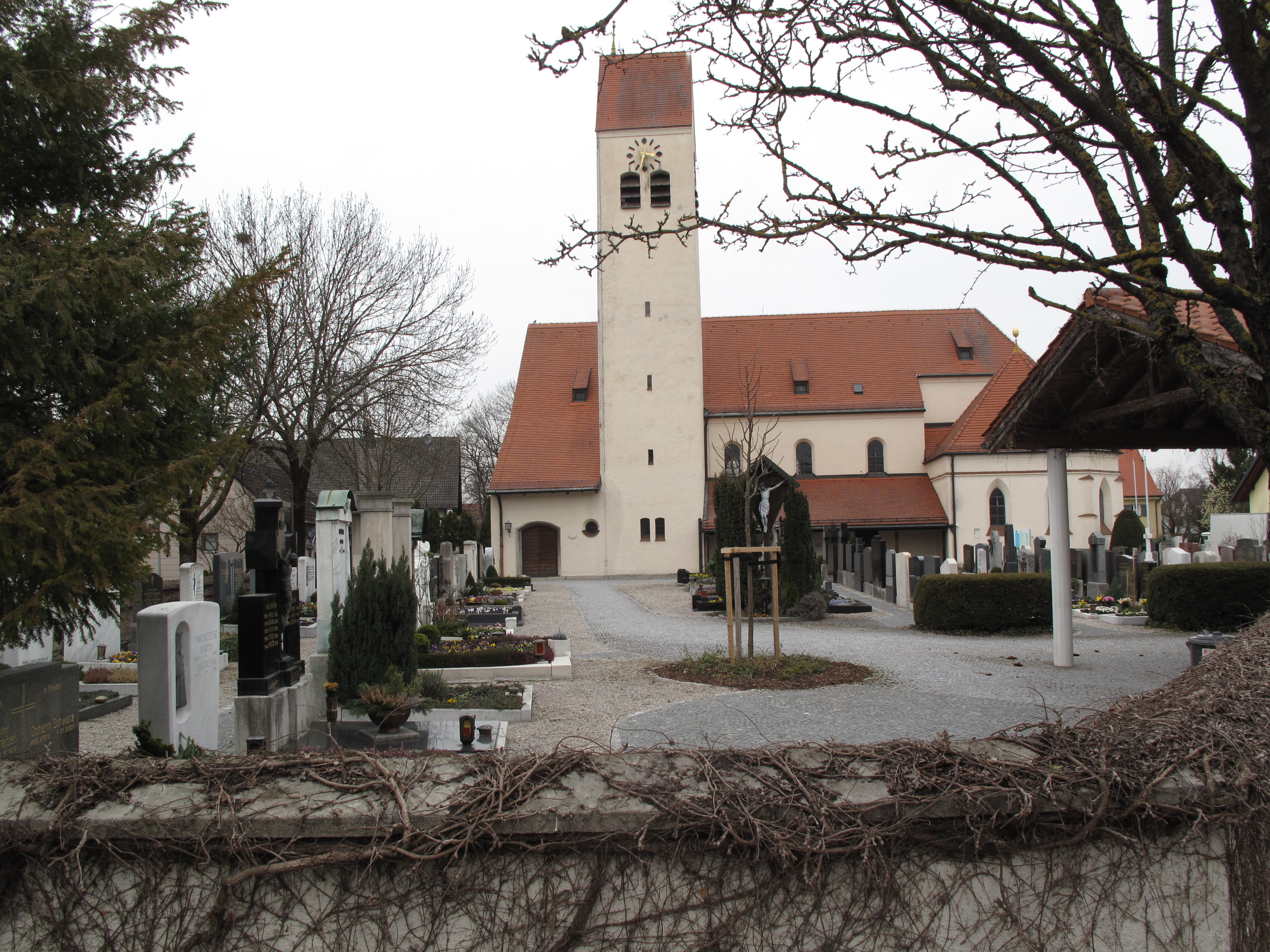
Église catholique Saint-Pierre-et-Paul.

Les fouilles archéologiques de l'église Saint-Pierre-et-Paul d'Aschheim à la fin des années 1960 et au début des années 1970 par le Dr Hermann Dannheimer ont révélé un total de six prédécesseurs de l'église actuelle. Le témoignage du plus ancien bâtiment d'église de l'époque, qui se trouve aux environs de 600, est particulièrement intéressant, car il suscite de nos jours une certaine controverse au début du Moyen Âge, en partie, en archéologie. Cette église la plus ancienne est considérée comme le premier lieu de sépulture de sainte Emmeram, dont le corps a été transféré au monastère de sainte Emmeram à Ratisbonne quelque temps après sa dépose. Sa tombe présumée pourrait également être localisée lors des fouilles. Elle se trouve sur le mur extérieur sud de l'église actuelle et est marquée d'une pierre tombale en guise de souvenir.
L'église actuelle a été construite en 1936/37 et consacrée en juin 1937. Il comprend le chœur de l'église précédente de l'époque, vers 1480, en tant que chapelle de jour ouvrable. L'ancien chœur se caractérise par la voûte nervurée du plafond. Une pierre tombale en l'honneur de Saint Emmeram de l'époque baroque est placée dans le mur ouest. La pierre, qui se trouvait dans le sol de l'église, documente la mémoire vivante des Aschheimois du premier lieu de sépulture du saint proéminent. 

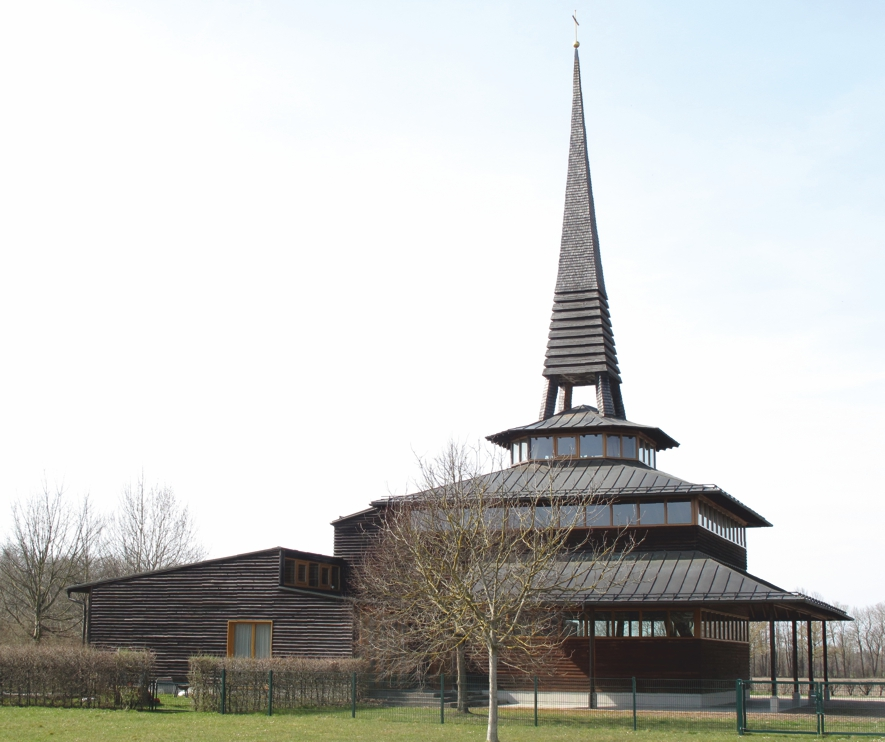
Église de bénédiction protestante à Aschheim.

Une chapelle aurait été érigée à l'endroit où saint Emmeram mourut peu après sa mort. En 1524, cette chapelle Saint-Emmeram (Feldkirchen) devint une branche de la paroisse d'Aschheim. Depuis le XVIIIe siècle, un ermite y enseigne aux enfants des paroisses environnantes. Pendant la sécularisation (1806), la chapelle et la salle de classe à rénover ont été démolies. À l'initiative de la paroisse d'Aschheim, il fut reconstruit en 1843.
En 1659, les habitants d'Aschheim auraient construit la chapelle Saint-Sébastien à l'ouest du village, également démolie en 1806/1807, en remerciement de la survie de la peste. En 1995/96, la commune d'Aschheim a fait construire une nouvelle chapelle sébastienne un peu plus à l'est de l'ancien site présumé.
Une église protestante a été construite en 1996 sur un terrain à l'ouest du cimetière paroissial. L'architecte Prof. Friedrich Kurrent s'est inspiré dans sa conception de la première église en bois du début du Moyen Âge à Aschheim et a construit l'église de bénédiction d'Aschheim entièrement en bois. L'église a été consacrée le 15 décembre 1996.

## Économie

### Trafic
Par le périphérique A 99 et A 94, le périphérique Mittlere Ring à Munich est accessible en 15 minutes environ et le centre-ville en 25 minutes. Il y a des lignes de bus jusqu'à la S2 (gares ferroviaires de Riem), Feldkirchen et Heimstetten, à la S8 (Bahnhof Ismaning) et à la U2 (Messestadt-West). La Bundesstraße 471 traverse la commune d'Aschheim en direction nord-sud.

### Entreprises résidentes
- AMD
- DHL-Paketzentrum 85.
- Escada
- Banque européenne pour les services financiers (ebase)
- Fiducia & GAD IT AG
- Ingram Micro Distribution
- Hewlett-Packard
- Salewa
- STMicroelectronics
- Symantec Allemagne
- Western Digital
- Exact Software Allemagne
- Wirecard
- BMW Site d'essai

## Jumelages
- Mougins qui compte parmi les cinq communes sur lesquelles s'étend la technopole de Sophia Antipolis.
- Leros
- Jedovnice